# Carlos Peucelle
Carlos Peucelle (Buenos Aires, 13 september 1908 - 1 april 1990) was een Argentijnse voetballer.
Peucelle werd in 1931 door River Plate binnen gehaald voor 10.000 pesos, wat in die tijd een enorm bedrag was. Het leverde de club River Plate de bijnaam Millonarios (miljonairs) op. Met de club behaalde hij vier titels.
Hij speelde ook voor het nationaal elftal en nam met zijn land deel aan het WK 1930, waar hij drie goals scoorde en ook speelde in de finale tegen aartsrivaal Uruguay, dat de wereldbeker won. In 1929 en 1937 won hij met zijn land de Copa América.